# Georg Alois Schmitt
Georg Aloys Schmitt (Hannover, Baixa Saxònia, 2 de febrer de 1827 - Dresden, 15 d'octubre de 1902) fou un compositor, pianista i director d'orquestra alemany.
Fou deixeble del seu pare, Louis Schmitt (1788-1866) també pianista i d'en Wollveiler i als divuit anys aconseguí un èxit apreciable amb la seva òpera Trilby. Malgrat aquest èxit, llavors es dedicà més aviat al pianoi va recórrer durant alguns anys com a pianista gran part d'Europa i Algèria.
Després fou director d'orquestra dels teatres d'Aquisgrà i Würzburg i el 1857 aconseguí el nomenament de mestre de capella de la cort de Schwerin, càrrec que desenvolupà fins al 1892. L'any següent acceptà la direcció de la Mozartveiren, a la que li'n donà un gran impuls, i casualment morí mentre dirigia un dels seus concerts.

## Anàlisi
Schmitt contribuí al progrés de la música en tots els conceptes: com a professor, com a director i com a organitzador. També va compondre diverses òperes, obertures, peces per a piano, etc., però en aquest aspecte la seva labor és menys apreciable.